# Scapulaseius suknaensis
Scapulaseius suknaensis är en spindeldjursart som först beskrevs av Gupta 1970.  Scapulaseius suknaensis ingår i släktet Scapulaseius och familjen Phytoseiidae. Inga underarter finns listade i Catalogue of Life.